# Clematis hedysarifolia
Clematis hedysarifolia är en ranunkelväxtart som beskrevs av Dc.. Clematis hedysarifolia ingår i släktet klematisar, och familjen ranunkelväxter. Inga underarter finns listade i Catalogue of Life.